# Chùa núi Tà Cú

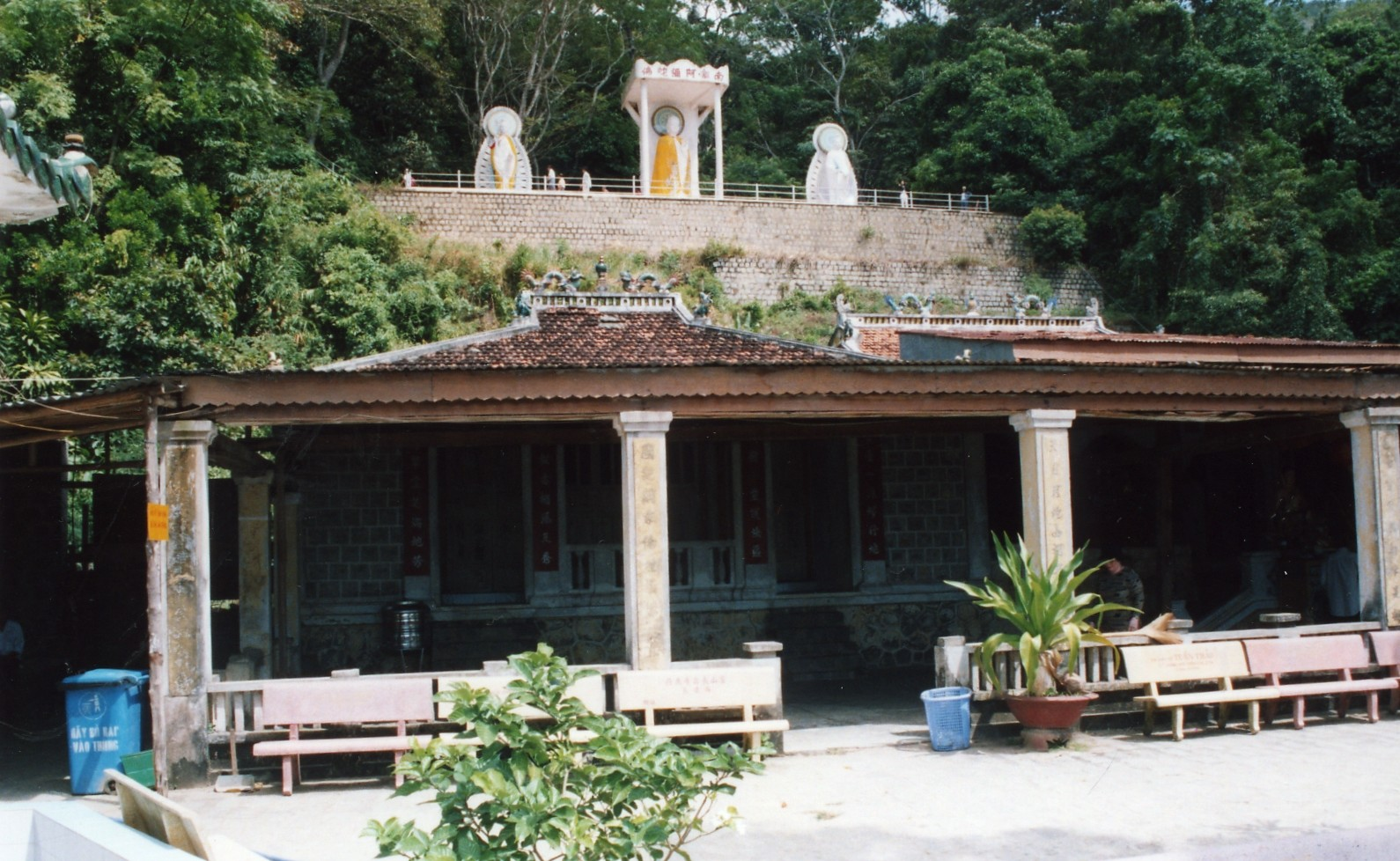
Chùa núi Tà Cú

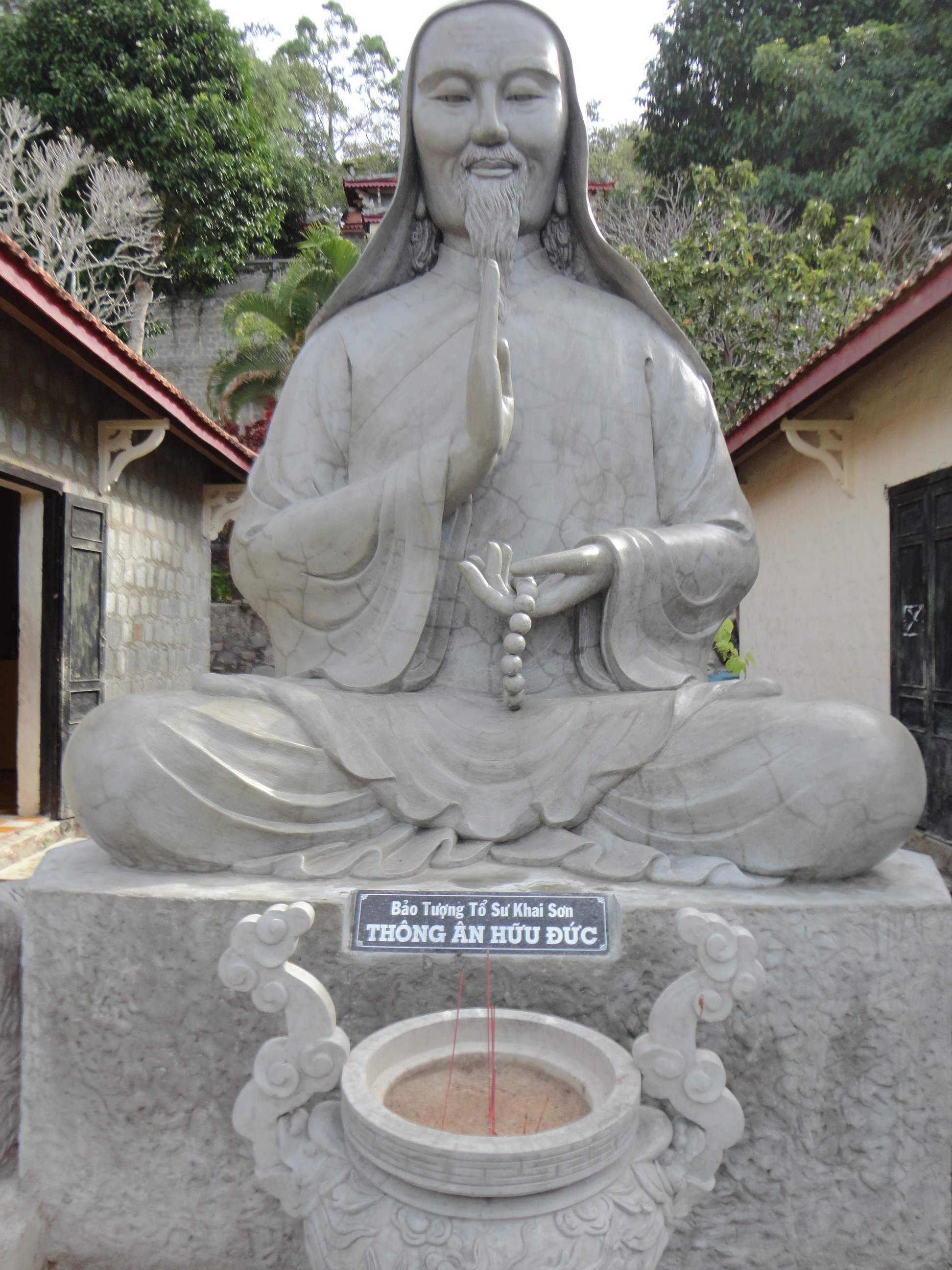
Tổ sư Hữu Đức, người khai sơn chùa Núi Tà Cú

Chùa núi Tà Cú (người địa phương hay gọi đơn giản là chùa Núi) là một ngôi chùa tọa lạc trên núi Tà Cú ở độ cao hơn 400 m, thuộc thị trấn Thuận Nam, huyện Hàm Thuận Nam, tỉnh Bình Thuận, gần Quốc lộ 1, cách Phan Thiết 28 km về phía Nam. Chùa này là một di tích lịch sử - văn hóa quốc gia của Việt Nam.

## Lịch sử

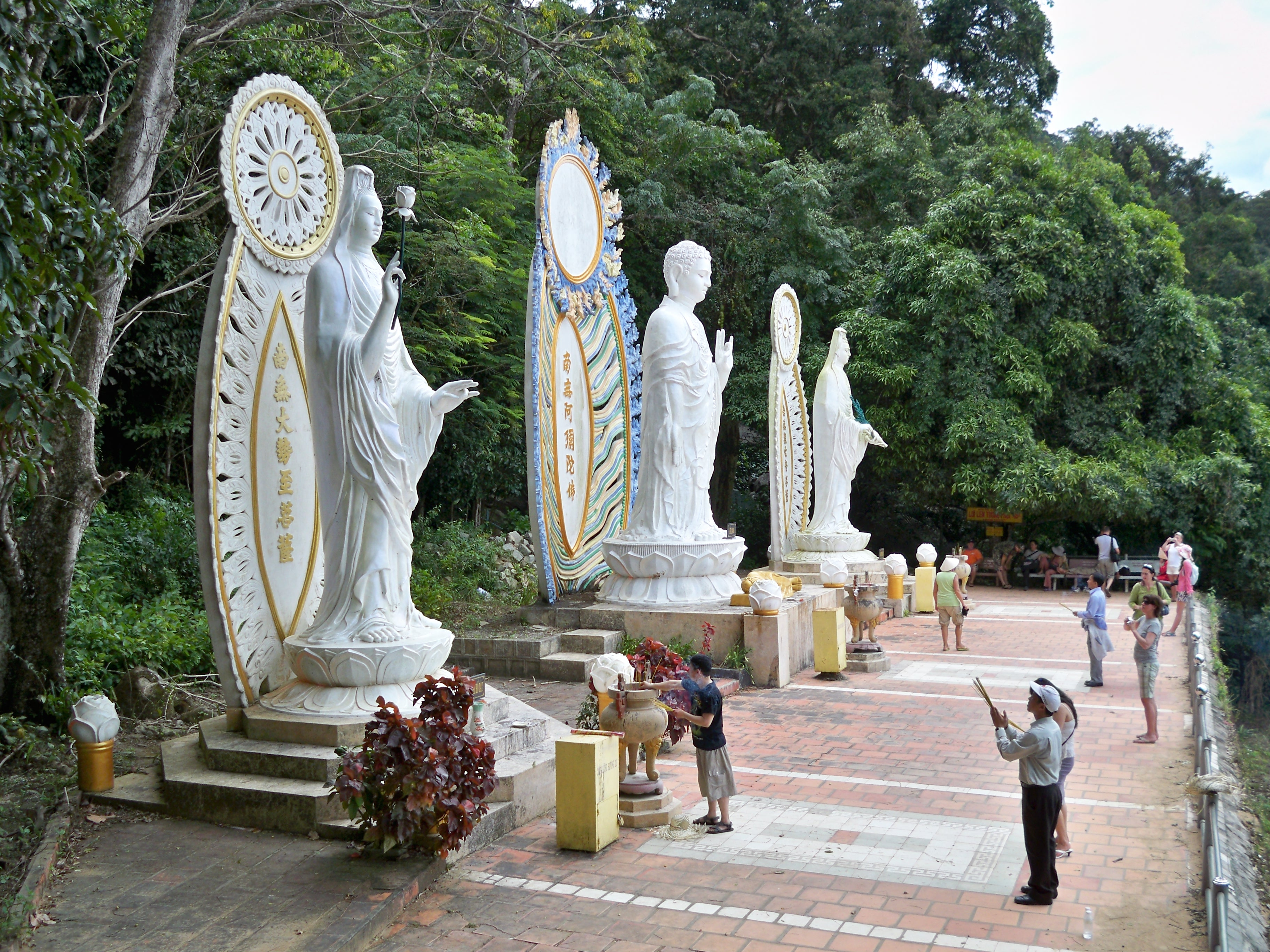
Di Đà Tam Tôn trên chùa núi Tà Cú

Vào giữa thế kỷ 19 nhà sư Trần Hữu Đức (1812-1887) pháp danh Thông Ân, pháp hiệu Hữu Đức từ Phú Yên vào Bình Thuận dựng một thảo am ở làng Kim Thạnh (Bàu Trâm) vừa tu hành vừa bốc thuốc. Ông đã từng tu hành và góp nhiều công sức chăm lo Phật sự ở nhiều chùa tại Bình Thuận như chùa Cổ Thạch, Linh Sơn (Tuy Phong), Phước Hưng (Phan Thiết) và một số chùa ở đảo Phú Quý. Năm 1872 nhà sư lên núi Tà Cú tu hành trong một hang đá (sau này gọi là hang Tổ). Cho đến lúc mất, sư Hữu Đức không xuống núi nữa. Lúc đương thời nhà sư Hữu Đức là một thầy thuốc giỏi. Năm Tự Đức thứ 33 (1880) hoàng thái hậu bệnh nặng, chư thần tâu xin rước sư về giúp trị bệnh nhưng nhà sư từ chối, chỉ gởi người về triều. Bệnh hoàng thái hậu hết, vua Tự Đức mới ban cho tên chùa là Linh Sơn Trường Thọ và nhà sư là "Đại lão hòa thượng". Đến khi nhà sư Hữu Đức viên tịch (nhằm ngày 5 tháng 10 năm 1887 âm lịch) thì sư Tâm Hiền lập ngôi chùa mới ở phía dưới, sau này gọi là chùa Dưới hay chùa Long Đoàn và chùa Linh Sơn Trường Thọ là chùa Trên.

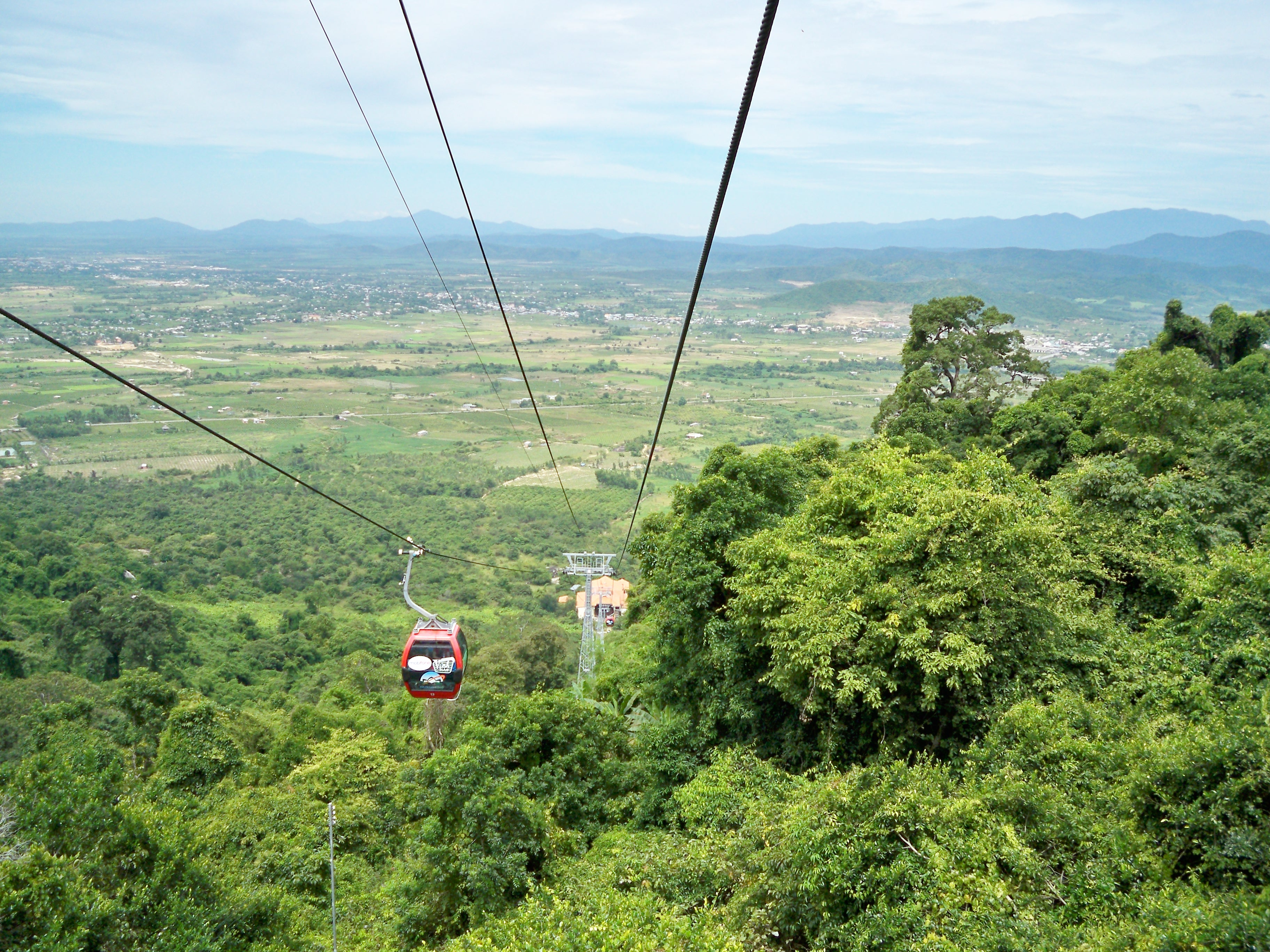
Cáp treo Tà Cú

## Kiến trúc

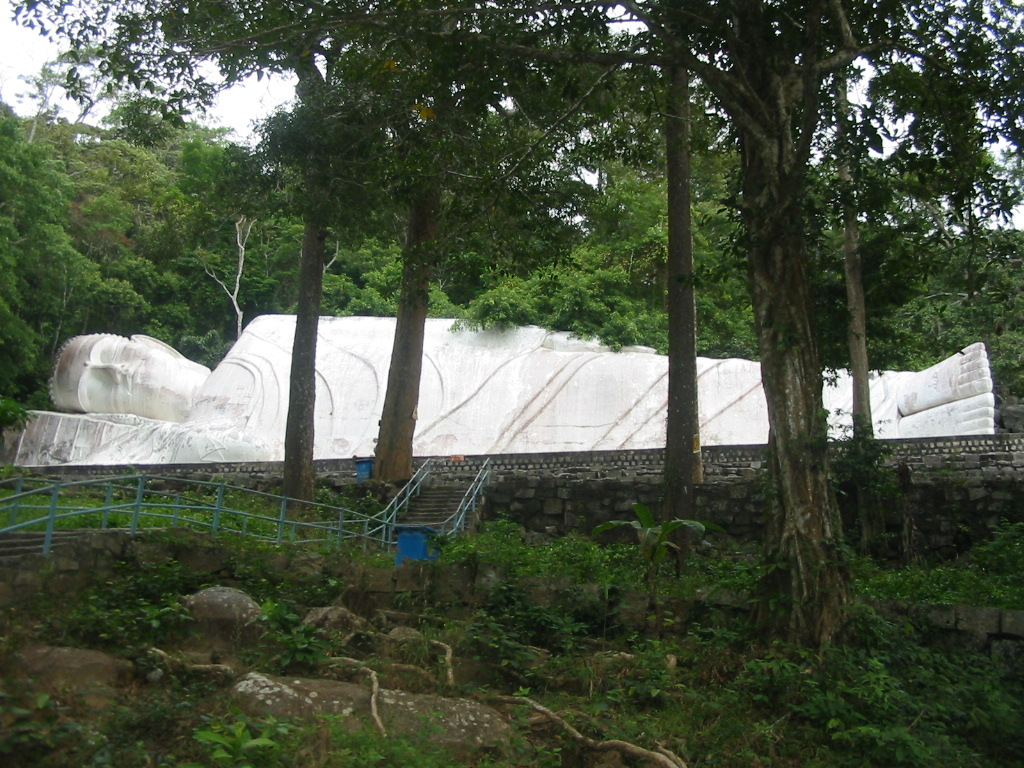
Tượng Phật chùa núi Tà Cú dài 49m.

Phía trên chùa, cách hang Tổ khoảng 50 m là tượng Phật Thích Ca nhập Niết Bàn dài 49 m, cao 7 m. Tác phẩm do ông Trương Định Ý chủ trì, được đúc bằng bê tông cốt thép trong đợt trùng tu năm 1963. Cách pho tượng khoảng 50 m về phía dưới là nhóm tượng Di đà Tam tôn xếp thành hàng ngang, xây trên đài sen: tượng A Di Đà ở giữa cao 7 m, bên trái là tượng Quán Thế Âm và bên phải tượng Đại Thế Chí đều cao 6,5 m. Tháp mộ của Tổ và của các nhà sư trụ trì đã qua đời được chia thành hai cụm ở trước điện thờ và sau điện thờ. Tháp Tổ nằm trước điện thờ, bên cạnh có mộ con cọp tương truyền là đã được sư Hữu Đức thuần hóa.